# Vallby, Västerås
Vallby är ett administrativt bostadsområde och en stadsdel i nordvästra Västerås. Området består av Brottberga, Källtorp, Sörängen och Vallby. Området avgränsas av Svartån och E18. Området gränsar i väster till Eriksborg-Hagaberg-Erikslund.
Under miljonprogrammet i slutet av 1960-talet byggdes denna stadsdel ut med trevånings lamellhus i betongbrutalistisk stil. Norr om flerfamiljshusen tillkom senare ett område med småhus.
Kring 1990 förändrades området på ett genomgripande sätt enligt postmodernismens principer. Bland annat byggdes ett 17 våningar högt hus vid stadsdelens centrum. Även andra höghus tillkom. Också de lägre lamellhusen byggdes om kraftigt med annorlunda tak och nya fasader. 
I Surahammar byggdes i slutet av 1960-talet identiska lamellhus längs Nytorpsvägen som de som då fanns i Vallby och dessa är med mindre förändringar bevarade i originalskick. 
I stadsdelen ligger Sankt Koriakos syrisk-ortodoxa kyrka.
Stadsdelen Vallby avgränsas av Skerikesvägen, Vallbyleden och Vallbygatan.
Stadsdelen Vallby gränsar i norr mot Brottberga, söder mot Sörängen och i väster till Källtorp, Vedbo och Hagaberg.